# Alexis Dziena

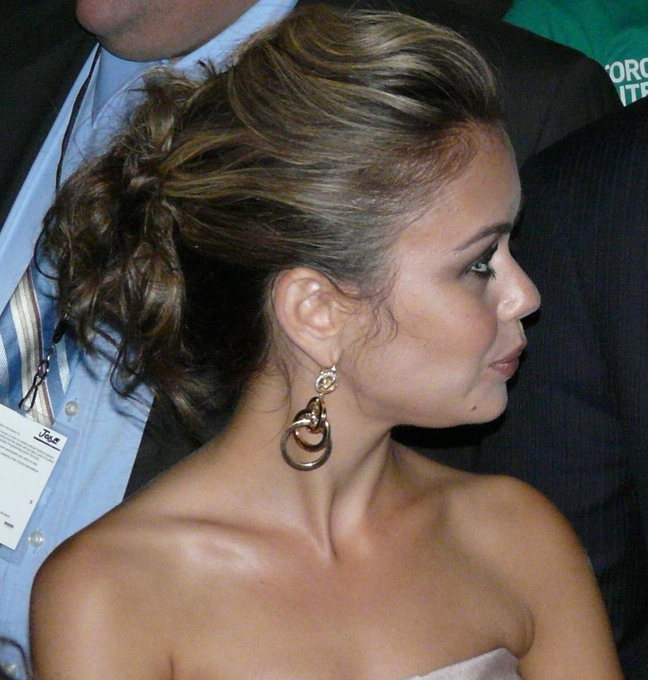
Alexis Dziena, 2008

Alexis Gabbriel Dziena (* 8. Juli 1984 in New York, NY) ist eine US-amerikanische Film- und Fernsehschauspielerin.

## Biografie
Dziena, die polnischer, irischer und italienischer Abstammung ist, wuchs in Manhattan auf und besuchte die angesehene Saint Ann’s School in Brooklyn. An der American Academy of Dramatic Arts belegte sie einige Kurse und spielte in einigen Aufführungen mit. Für kurze Zeit besuchte sie auch die New York University.
Noch während ihrer Zeit an der High School übernahm Dziena Nebenrollen in den Filmen Mimic 3 (2002) und Bringing Rain (2003) sowie in den Serien Law & Order und dessen Ableger Special Victims Unit. Anschließend war sie in zahlreichen weiteren Produktionen zu sehen, u. a. in She’s Too Young (2004) und Havoc (2005). Der internationale Durchbruch gelang ihr mit der Rolle der Lolita in Jim Jarmuschs mehrfach ausgezeichnetem Film Broken Flowers (2005) an der Seite von Sharon Stone und Bill Murray. Im selben Jahr wurde die Schauspielerin außerdem für die amerikanische Mystery-Serie Invasion (2005) verpflichtet, für die sie nach Los Angeles umzog.
2007 hatte sie eine Hauptrolle im Film Sex and Breakfast, der zurückhaltende Kritiken erhielt. 2008 und 2009 war sie mit Ein Schatz zum Verlieben, Nick und Norah sowie Tenderness – Auf der Spur des Killers gleich in drei Filmen zu sehen.

## Filmografie (Auswahl)
- 2003: Mimic 3 (Mimic 3: Sentinel)
- 2003: Bringing Rain
- 2003: Law & Order: Special Victims Unit (Fernsehserie, Gastrolle)
- 2003: Law & Order (Fernsehserie, Gastrolle)
- 2003: Wonderland
- 2004: She’s Too Young
- 2005: Die himmlische Joan (Joan of Arcadia, Fernsehserie, Gastrolle)
- 2005: Broken Flowers
- 2005: Havoc
- 2005: Jesse Stone: Eiskalt (Stone Cold)
- 2005–2006: Invasion (Fernsehserie)
- 2007: Sex and Breakfast
- 2008: Ein Schatz zum Verlieben (Fool’s Gold)
- 2008: Nick und Norah – Soundtrack einer Nacht (Nick and Norah’s Infinite Playlist)
- 2009: Tenderness – Auf der Spur des Killers (Tenderness)
- 2009: Entourage (Fernsehserie, 8 Folgen)
- 2010: When in Rome – Fünf Männer sind vier zu viel (When in Rome)
- 2012: Wrong
- 2014: Sister
- 2015: Evol: The Theory of Love
- 2022: Without Ward